# Lluïsa Cotoner i Cerdó
Lluïsa Cotoner i Cerdó, Comtessa de Villardompardo, és una filòloga mallorquina. És doctora en filologia hispànica per la Universitat Autònoma de Barcelona i professora emèrita a la Universitat de Vic. Des de 2000, és sòcia de l'Associació Col·legial d'Escriptors de Catalunya, de la qual ha estat membre de la Junta Directiva.
Des de 2015, és Acadèmica numerària a la Reial Acadèmia Mallorquina d'Estudis Històrics, Genealògics i Heràldics.

## Obra

### Tesi doctoral
- La obra poética de Manuel Machado[4]

### Llibres
- Génesis y evolución de los libros modernistas de Manuel Machado[5]
- El trabajo de investigación: el proceso de elaboración, la memoria escrita, la exposición oral y los recursos. Guía del estudiante.[6]